# Magny-Danigon
Magny-Danigon è un comune francese di 459 abitanti situato nel dipartimento dell'Alta Saona nella regione della Borgogna-Franca Contea.

## Società

### Evoluzione demografica
Abitanti censiti